# Conde de Silves

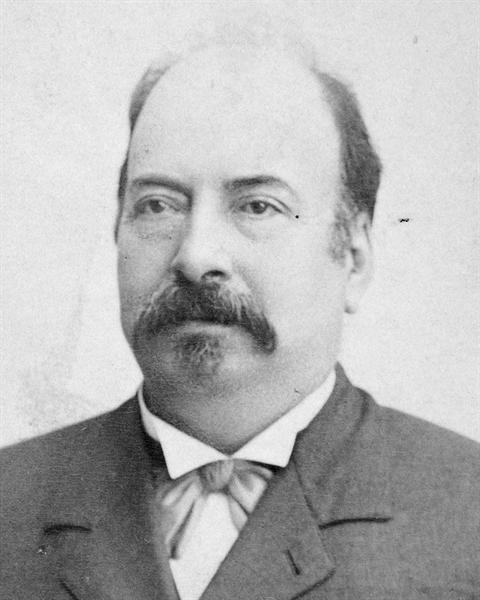
O 1.º Conde de Silves

O título de Conde de Silves foi criado por decreto de 7 de Julho de 1897 do rei D. Carlos I de Portugal a favor de Francisco Manuel Pereira Caldas.

## Titulares
Duas pessoas usaram o título:
- Francisco Manuel Pereira Caldas
- Raul Moutinho Pereira Caldas

O título encontra-se actualmente extinto.